# シルバーストン・サーキット
シルバーストン・サーキット（Silverstone Circuit）は、イギリス（イングランド）のノーサンプトンシャーとバッキンガムシャーをまたいだ場所にあるサーキット。

## 概要

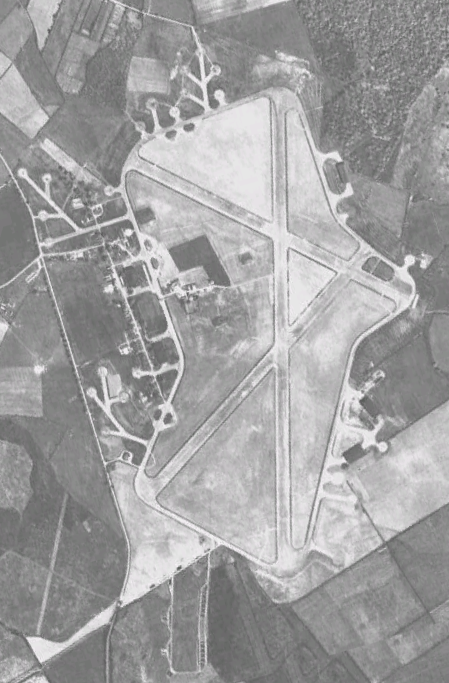
1945年のシルバーストン飛行場

第二次世界大戦中はイギリス空軍の爆撃機の飛行場として使用されていた土地で、現在もトラック内側に3本の滑走路の名残りがある。1947年に地元住民が最初のレースを行い、遊牧していた羊を撥ねてしまったことから「マトン・グランプリ」と呼ばれた。1948年には王立自動車クラブ (RAC) が敷地を借り受けて本格的なサーキットを敷設し、10月2日にオープニングイベントのRACグランプリが開催された。
サーキットへのアクセスは自動車利用が主となるが、周辺道路の整備が遅れたため、レースウィーク中の大渋滞が名物であった。広大な敷地を利用してキャンプ施設もある。

## 主な開催レース
1950年5月13日には、この年から始まったF1世界選手権の開幕戦イギリスGPが行われた。以後、F1イギリスGPはエイントリーやブランズ・ハッチと持ち回りだったが、1987年以降は本サーキットにて毎年開催されている。2010年からドニントン・パークへ移る予定だったが、ドニントン・パークの資金繰りが悪化し開催できなくなったため、引き続きシルバーストンで開催されている。しかし、シルバーストン・サーキットのオーナーであるブリティッシュ・レーシング・ドライバーズ・クラブ（BRDC）は2017年のイギリスGP開催直前、開催費用の負担増加により経済的損失が大きくなりすぎることを理由に、開催契約の解除条項を行使した。これにより、シルバーストンでの開催契約は当初の予定では2027年までとなっていたが、一旦2019年までに短縮された。この間、ロンドン市街地での開催も検討されたが、契約が切れる2019年の開催直前に2024年までの開催契約が結ばれた。
2輪のロードレース世界選手権では、1977年より1986年までイギリスGPが開催された。2010年からドニントン・パークに替わって再び開催地となる。
その他、FIA GT1世界選手権、イギリスツーリングカー選手権、スーパーバイク世界選手権、FIA 世界耐久選手権など各種カテゴリのレースが行われている。2005年にはD1グランプリが開催された。

## コースレイアウト
全長 5.891 km。アリーナレイアウトとも呼ばれ、2010年以降メインコースとしてF1、MotoGPのイギリスGPで使用されている。ほぼ平坦な土地にあるため、走行中に風の影響を受けやすい。イギリス特有の不安定な気候と相まって、過去にさまざまな名勝負が見られた。
かつては6本のストレートを緩いコーナーで繋いだ五角形に近いレイアウトで、ホッケンハイムリンクやエステルライヒリンク（現レッドブル・リンク）、モンツァ・サーキットらと並ぶ超高速コースとして知られた。1985年イギリスGPの予選では、ウィリアムズのケケ・ロズベルグが平均時速258キロを超えるラップタイムを記録した。
1991年に大改修が施され、複合コーナーが多数配置された高速テクニカル・サーキットに生まれ変わった。その後も1997年や2000年などにもレイアウトに小変更が加えられた。
2008年より、MotoGPの誘致もにらんで（これはF1イギリスGPが2010年よりドニントン・パークで開催される予定であった為、それに代わるイベントとしてMotoGPを誘致する事としたと思われる）以前から計画のあった再改修が行われ、トラック中央部にアリーナ区間が追加された。設計はドバイ・オートドロームを手がけたアメリカのPOPULOUSが担当した。さらに2011年には旧ピット施設に代わり、最新鋭のピットやホスピタリティを備えた複合パドック「シルバーストンウイング」が完成した。
2011年以降のコントロールラインはクラブ (Club) コーナー立ち上がりのストレートに置かれる。アビー (Abbey)、ファーム (Farm) の低速シケインが高速S字に変更され、ここから新アリーナセクションが始まる。ヴィレッジ (Village) コーナーで減速し、ザ・ループ (The Loop) を左に回りこみ、ウェリントン (Wellington) ストレートへ。ブルックランズ (Brooklands) コーナーより旧コースのインフィールド区間に合流し、ルフィード (Luffield) コーナーから旧ホームストレートへと加速する。
旧1コーナーのコプス (Copse) は度胸試しの超高速コーナー。これを抜けるとシルバーストン名物のマゴッツ (Maggotts) - ベケッツ (Becketts) - チャペル (Chapel) の高速S字へ。左右にマシンを振りながら正確なライン取りが要求されるため、非常に難易度が高い。続くハンガー (Hanger) ストレートはコース幅が広く、ストウ (Stowe) コーナーにかけてがオーバーテイクポイントとなる。ストウコーナー出口からやや下ってベール (Vale) を通過し、クラブコーナーをタイトに回りこむとホームストレートに戻る。2020年12月12日、7度目のドライバーズチャンピオンに輝いた同国出身のルイス・ハミルトンに敬意を表し、ホームストレートの名称を「ハミルトン・ストレート」と命名した事を発表した。
MotoGPでも新レイアウトを使用するものの、2022年までピットは旧施設を使用し、旧ホームストレート上にスタート・フィニッシュラインが引かれていた。2023年からスタート・フィニッシュライン及びピットは、現行のF1と同じ場所に変更している。
その他にコース北部分のナショナルサーキット（全長 2.639 km）、南部分のインターナショナルサーキット（全長 2.978 km）、コース内のストウサーキット（全長 1.738 km）という3つのレイアウトでも使用される。

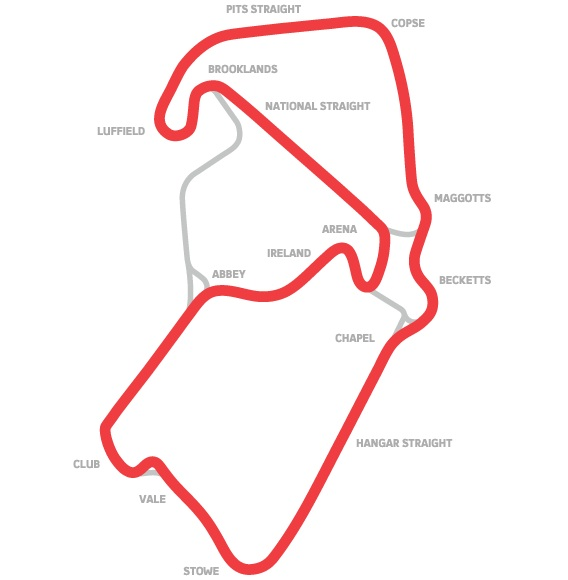
グランプリサーキット
モーターサイクルグランプリ・サーキット
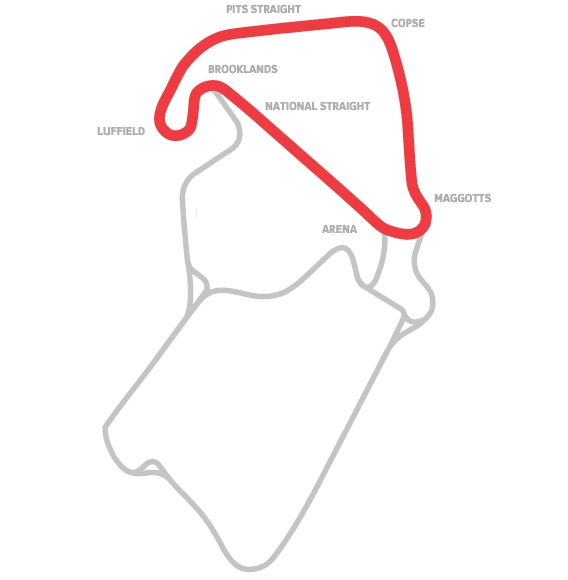
ナショナルサーキット
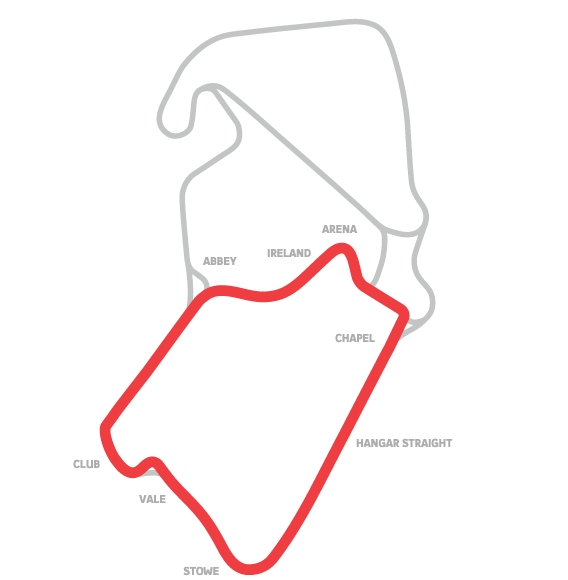
インターナショナルサーキット
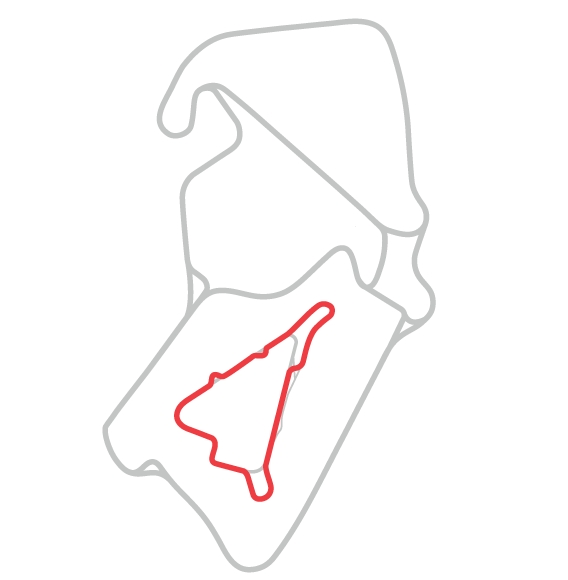
ストウサーキット

### 改修履歴
- 1948年 - 2本の滑走路を利用したレイアウトで開業。全長 5.907 km (3.670 マイル)
- 1949年 - 飛行場外周路を利用した五角形に近いレイアウトに変更。全長 4.649 km (2.8887 マイル)
- 1952年 - ピット施設とコントロールラインの位置を、ファームストレートからウッドコートコーナーの先に変更。全長 4.7105 km (2.927 マイル)
- 1975年 - 最終コーナー手前にウッドコートシケインを設置。全長 4.719 km (2.932 マイル)
- 1987年 - ウッドコートシケインに代わり、手前にブリッジコーナーを設置。全長 4.778 km (2.969 マイル)
- 1991年 - 中高速テクニカルコースへ大改修される。全長 5.226 km (3.260 マイル)
  - マゴッツ、ベケッツ、チャペルの3つのコーナーを高速S字に変更。
  - ストウコーナー出口とクラブコーナー入口の間にベールを新設。
  - 最終区間にブリッジ、プライオリー、ブルックランズ、ルフィールドの連続コーナーから成るインフィールドセクションを新設。
- 1994年 - アビーコーナーをシケインに変更。全長 5.057 km (3.160 マイル)
- 2000年 - ルフィールドコーナーを複合コーナーからひとつのRに変更。全長 5.141 km (3.194 マイル)
- 2010年 - アリーナセクションを新設。全長 5.891 km (3.661 マイル)
- 2011年 - 新ピット前にコントロールラインを変更。

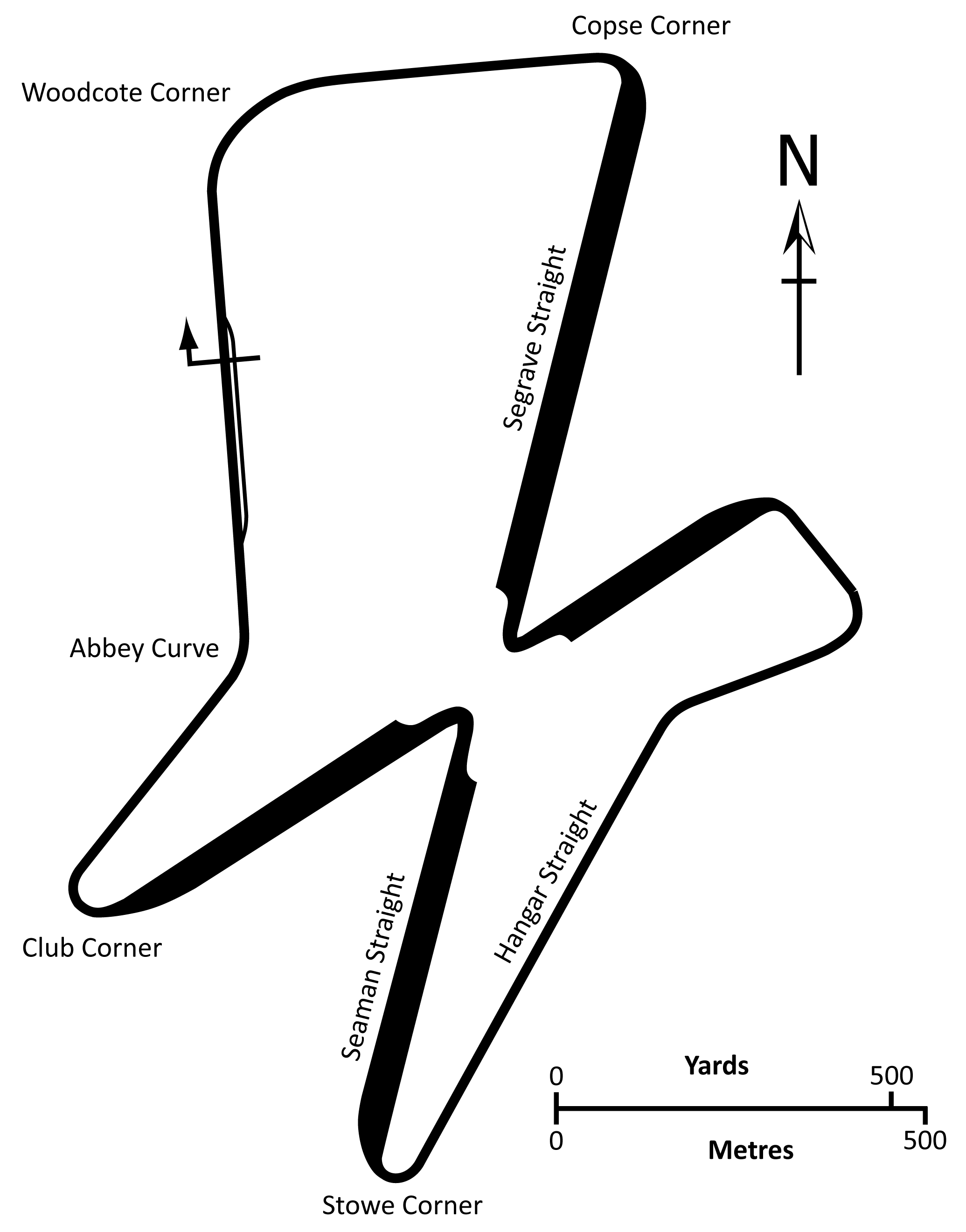
1948年開業時
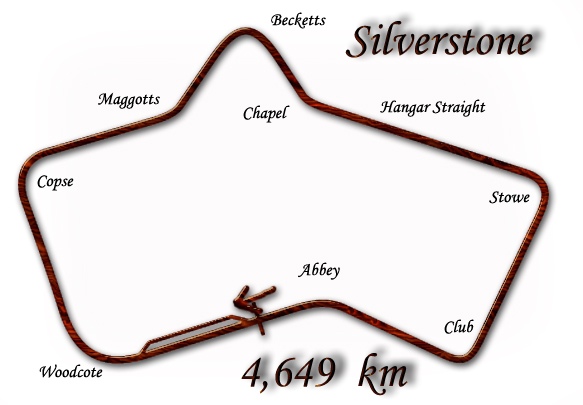
1949年
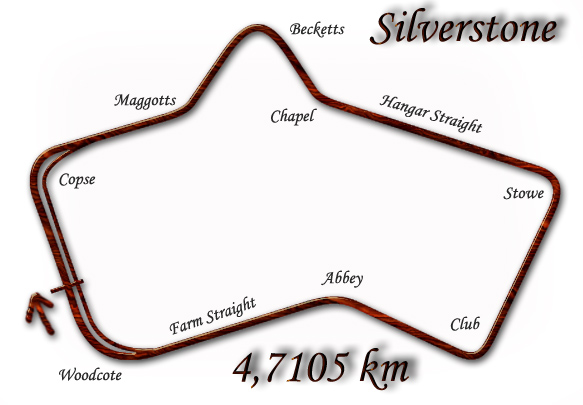
1952年ピット移設
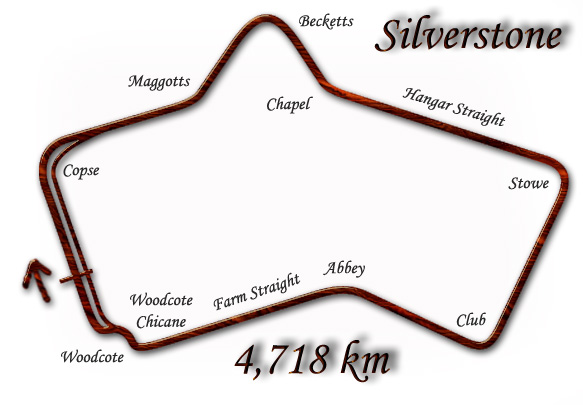
1975年シケイン設置
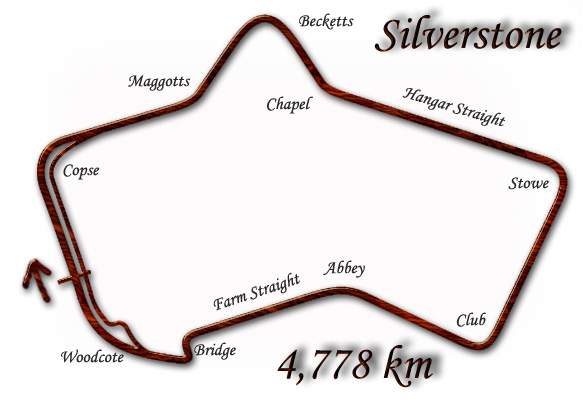
1987年シケイン変更
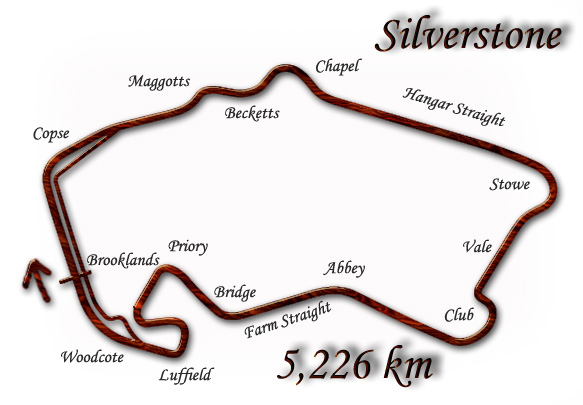
1991年の大改修
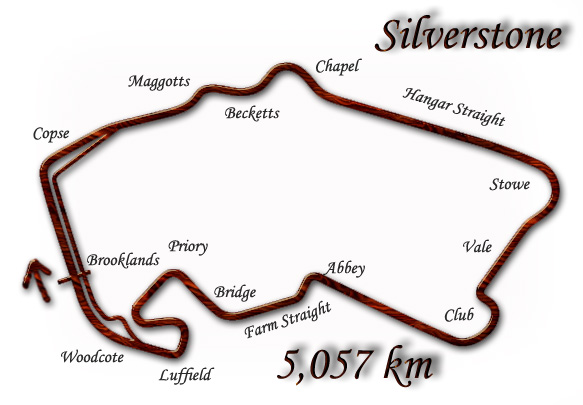
1994年アビー改修
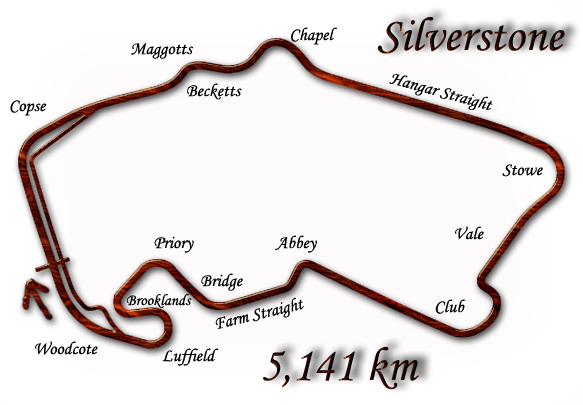
2000年ルフィールド改修
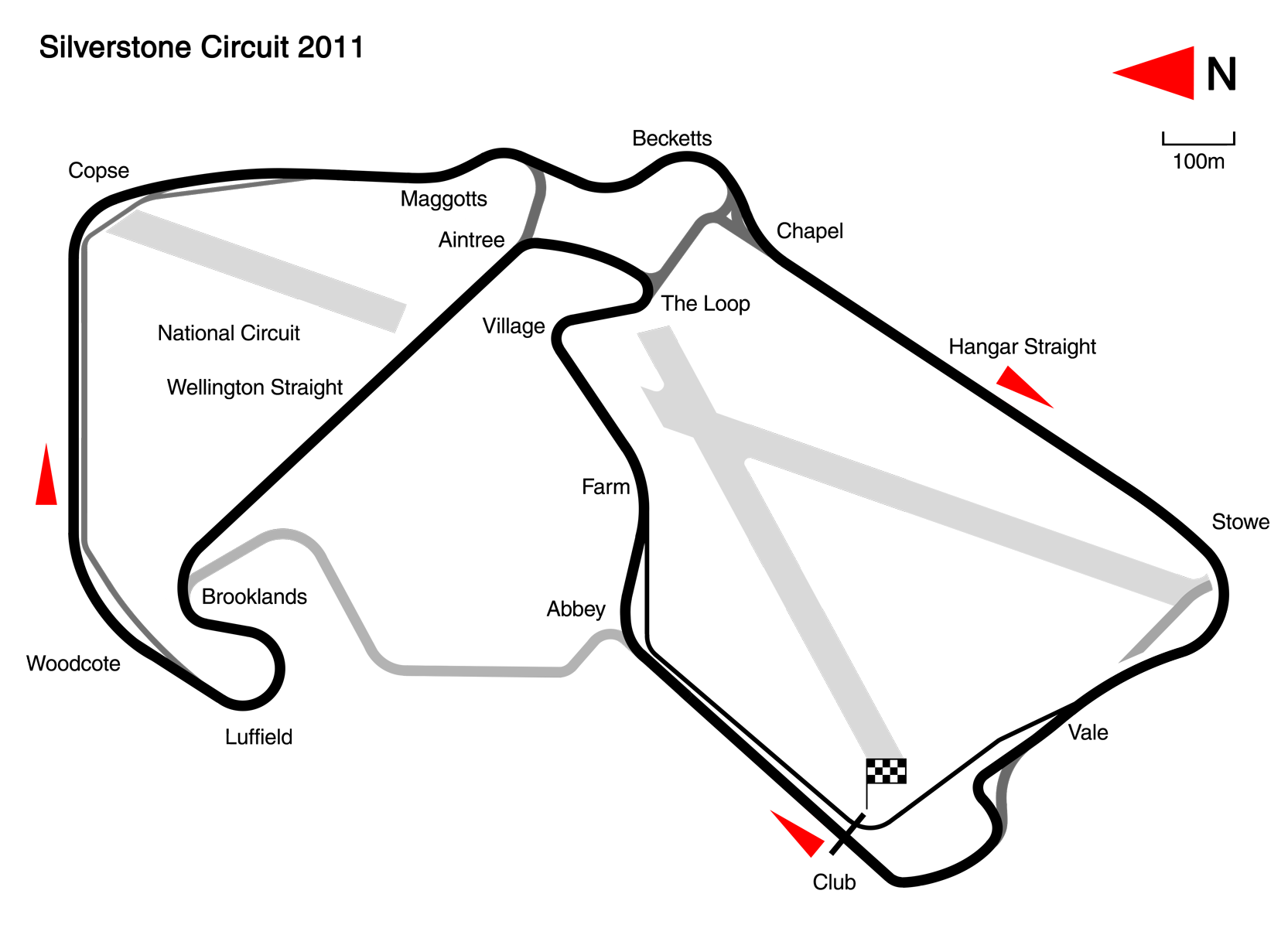
2011年ピットレーンがクラブとアビーを結ぶストレートに移動し、アビーが新1コーナーとなった。